# Primera Liga de Croacia 1999-2000
La Prva HNL 1999-2000, fue la novena temporada de la Primera División de Croacia. El campeón fue el club Dinamo Zagreb que consiguió su quinto título consecutivo y sexto en general.
Los doce clubes en competencia se agrupan en un único grupo en que se enfrentan tres veces a sus oponentes, con un total de 33 partidos jugados por club. Descienden directamente los últimos dos clubes en la clasificación.
los dos equipos descendidos la campaña anterior el NK Zadar y el Mladost Suhopolje, fueron sustituidos para esta temporada por dos equipos de la 2. HNL el NK Istra Pula y el NK Vukovar '91

## Tabla de posiciones
|  |     | Equipo               | PJ | PG | PE | PP | GF | GC | DG  | PTS |
|  | --- | -------------------- | -- | -- | -- | -- | -- | -- | --- | --- |
|  | 1.  | Dinamo Zagreb        | 33 | 23 | 6  | 4  | 83 | 25 | +58 | 75  |
|  | 2.  | Hajduk Split         | 33 | 17 | 10 | 6  | 58 | 30 | +28 | 61  |
|  | 3.  | NK Osijek            | 33 | 15 | 8  | 10 | 55 | 49 | +6  | 53  |
|  | 4.  | HNK Rijeka           | 33 | 14 | 7  | 12 | 54 | 39 | +15 | 49  |
|  | 5.  | Slaven Belupo        | 33 | 12 | 13 | 8  | 34 | 34 | 0   | 49  |
|  | 6.  | Cibalia Vinkovci     | 33 | 11 | 12 | 10 | 42 | 39 | +3  | 45  |
|  | 7.  | Varteks Varaždin     | 33 | 10 | 10 | 13 | 32 | 44 | -12 | 40  |
|  | 8.  | NK Zagreb            | 33 | 9  | 12 | 12 | 42 | 49 | -7  | 39  |
|  | 9.  | HNK Šibenik          | 33 | 8  | 10 | 15 | 33 | 50 | -17 | 34  |
|  | 10. | Hrvatski Dragovoljac | 33 | 8  | 9  | 16 | 36 | 58 | -22 | 33  |
|  | 11. | NK Istra Pula (A)    | 33 | 8  | 6  | 19 | 33 | 61 | -28 | 30  |
|  | 12. | NK Vukovar '91 (A)   | 33 | 7  | 9  | 17 | 32 | 56 | -24 | 30  |

- (A) : Ascendido la temporada anterior.

|  | Campeón y clasificado a la Liga de Campeones de la UEFA 2000-01. |
|  | Clasificado a la Liga de Campeones de la UEFA 2000-01.           |
|  | Clasificado a la Copa de la UEFA 2000-01.                        |
|  | Descendido a la Druga HNL 2000-01.                               |

## Máximos Goleadores
| Jugador     | Club          | Goles |
| ----------- | ------------- | ----- |
| Tomo Šokota | Dinamo Zagreb | 21    |